# Volo Korean Air 1533
Il volo Korean Air 1533 era un volo passeggeri interno dall'aeroporto internazionale di Gimpo all'aeroporto di Pohang. Il 15 marzo 1999 il McDonnell Douglas MD-83 che operava su quella rotta oltrepassò la pista 10 durante l'atterraggio all'aeroporto. Tutte le 156 persone a bordo sono sopravvissute, ma l'aereo andò distrutto.

## L'incidente
L'aereo, che trasportava 150 passeggeri e un equipaggio di 6 membri, partì dall'aeroporto internazionale di Seul-Gimpo. Durante l'atterraggio all'aeroporto di Pohang l'aereo dovette effettuare una riattaccata a causa della pioggia e delle nuvole molto fitte. In quel momento soffiavano dei venti piuttosto forti.
Durante il secondo atterraggio l'aereo atterrò a 460 m (1.500 piedi) oltre la soglia della pista 10. Per ragioni sconosciute, forse per distrazione, i piloti attivarono gli inversori di spinta 27 secondi dopo l'atterraggio, impedendo all'aereo di fermarsi in tempo. L'aereo oltrepassò così la pista, colpendo 10 antenne e un recinto di filo spinato, schiantandosi infine contro un terrapieno, con la fusoliera che si spezzò in due parti. Non ci furono vittime, ma 76 passeggeri riportarono ferite più o meno gravi. L'aereo rimase irreparabilmente danneggiato, destinandolo alla demolizione, e rendendo l'incidente l'undicesima perdita di un McDonnell Douglas MD-80.

## Le indagini
Il Ministero delle costruzioni e dei trasporti e la Marina della Repubblica di Corea indagarono entrambi sull'incidente. La causa dell'incidente è stata identificata come un errore del pilota dovuto all'attivazione in ritardo degli inversori di spinta da parte dell'equipaggio, all'atterraggio in ritardo e al mancato avvio di una seconda riattaccata.